# Associació Meteorològica Espanyola
L'Associació Meteorològica Espanyola (AME, Asociación Meteorológica Española en castellà) és una societat sense ànim de lucre les finalitats de la qual es resumeixen a promoure les bones pràctiques en l'àmbit de la professió meteorològica i fomentar la seva divulgació científica i la seva comunicació entre els professionals i la societat. L'AME va ser fundada com a associació professional l'any 1964, gràcies a l'impuls d'un grup de professionals de la meteorologia espanyola amb la finalitat d'agrupar a les persones interessades en aquesta ciència a l'estat espanyol. Des de l'any 1969 celebra unes jornades científiques (Jornadas Científicas de la AME), les quals arribaran a la seva 33a edició el 2014.
L'AME va tenir com a antecessora efímera a la Societat Meteorològica Espanyola, una organització creada en temps de la dictadura de Primo de Rivera pel llavors Director del Servei Meteorològic Nacional i que va arribar a publicar Annals de 1927 a 1929 amb diversos treballs científics de meteorologia.
L'òrgan suprem de govern de l'AME és la seva Assemblea General, que ha de reunir-se tots els anys amb caràcter ordinari, per aprovar la gestió de la Junta Directiva, examinar els comptes anuals i la memòria d'activitats de l'any anterior i el pressupost i el pla d'activitats de l'any en curs. L'òrgan encarregat de la gestió ordinària de l'associació és la Junta Directiva. Formada per onze associats. La Junta Directiva és triada per a mandats bianuals en eleccions convocades amb la mateixa periodicitat i obertes a la participació dels socis mitjançant sufragi emès per correu.